# Dzwon Święty Wojciech
Dzwon Święty Wojciech (Wielki Wojciech) – największy i najsłynniejszy dzwon bazyliki prymasowskiej w Gnieźnie, rozbrzmiewa w czasie corocznych uroczystości odpustowych ku czci św. Wojciecha, a także przy wyjątkowych uroczystościach kościelnych i państwowych. Znajduje się w dzwonnicy przykatedralnej.

## Historia

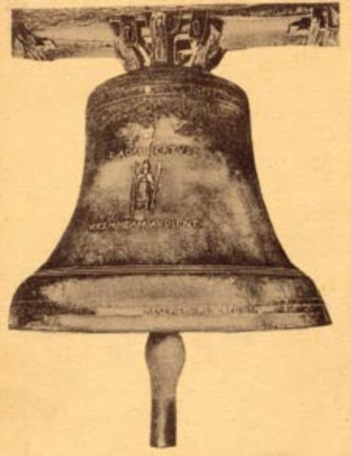
Rycina dzwonu Święty Wojciech z ok. 1920 roku

Pierwszy dzwon Święty Wojciech został odlany w Moskwie, skąd w 1618 roku przywiózł go na Litwę, wraz z innymi łupami wojennymi, królewicz Władysław, syn Zygmunta III Wazy. Pod wpływem gnieźnieńskiego proboszcza, ks. Andrzeja Szołdrskiego przyszły król postanowił przeznaczyć dzwon dla katedry gnieźnieńskiej. Ksiądz Szołdrski zajął się techniczną stroną przewozu obiektu – spławił go Niemnem do Tylży, gdzie został załadowany na statek kupiecki, który przewiózł dzwon do Gdańska. Następnie krypą przetransportowano go Wisłą i Brdą do Bydgoszczy, skąd furmankami drogą lądową dostarczono w 1621 roku do Gniezna. Dzwon Wojciecha umieszczono w zbudowanej w 1616 roku dzwonnicy (wzniesionej po pożarze miasta, który miał miejsce trzy lata wcześniej), gdzie były już cztery dzwony, odlane przez Jana z Pułtuska z kruszców stopionych przez ogień. W 1638 roku cztery mniejsze dzwony przeniesiono do odbudowanej wieży katedralnej. 
W 1670 roku dzwon Wojciech pękł i biskup Wojciech Stawowski zajął się jego przetopieniem. Zarządzono zbiórkę miedzi, a po 17 latach tenże biskup zawarł umowę z gdańskim ludwisarzem Absalomem Wittwerckiem na odlanie nowego dzwonu. Proces odlewania przeciągnął się do 1692. Dzwon uzyskał dwa imiona: Michał i Wojciech. W 1719 roku pękł ponownie, a jego przetopienie powierzono Michałowi Wittwerckowi (synowi Absaloma), który dokonał swego dzieła w Gnieźnie w 1726 roku. 
15 października 1932 roku dzwon zawieszono w północnej wieży katedralnej. Po raz pierwszy gnieźnianie mogli posłuchać jego głosu tydzień później. Inicjatywa przeniesienia dzwonu na wieżę katedralną wypłynęła od biskupa Antoniego Laubitza. Techniczną stroną przedsięwzięcia zajmował się inżynier Łucjan Ballenstaedt, który kierował miejscowymi robotnikami pracującymi pod nadzorem Wincentego Groblewskiego. Dzwon w 1945 roku uniknął stopienia podczas pożaru katedry. Spadł z zawieszenia, zatrzymał się na podłodze, a tylko serce przebiło sklepienie i zatrzymało się w bibliotece katedralnej. Dzwon zawieszono ponownie w wieży po 1945 roku, lecz 22 października 1948 roku serce urwało się z wieszadła. Zdjęto go z wieży 19 marca 1974 roku, zważono i dokładnie odmierzono. Po ponownym zawieszeniu w dzwonnicy w lutym 1975 roku, w maju tegoż roku po raz wtóry zerwało się serce, a 24 października 1976 roku dzwon spadł z osi, na której wisiał. Dwa lata później, w czasie odpustu św. Wojciecha dzwon odezwał się ponownie. Zdjęto go jeszcze raz w 1978 roku, aby ulepszyć zawieszenie. 
Serce dzwonu było odlewane dwukrotnie – w 1843 roku oraz w 1975 roku. Drugi odlew odbył się w fabryce Hipolita Cegielskiego w Poznaniu, po czym dolną część serca obcięto. Gdy przekonano się, że dzwon nie wydaje właściwego głosu, obcięty kawałek przyspawano.

## Dane
- Ton uderzeniowy: as
- Masa: 5910 kg (serce: 370 kg)[2]
- Średnica klosza: 208 cm[2]
- Wysokość klosza z koroną: 214 cm[2]
- Mechanizm elektroniczny

## Wygląd

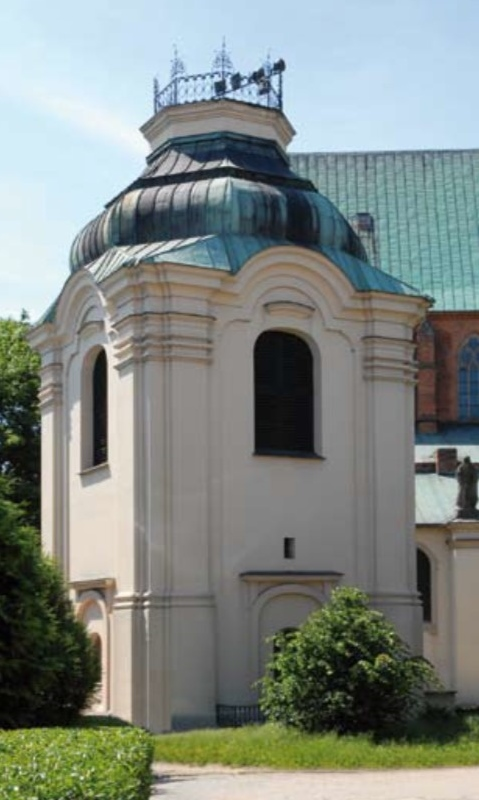
Dzwonnica przy katedrze gnieźnieńskiej

Dzwon odznacza się bogatą ornamentyką sięgającą do motywów renesansowych. Koronę dzwonu zdobi sześć głów satyroidalnych, na szyi wytłoczono wzór, w którym powtarzają się podobne twarze. Tym ornamentem obramiono napis wykonany literami majuskułowymi o wys. 3,5–4 cm. Tekst łaciński brzmi: Per merita Sancti Adalberti Christe nos exaudi atque eius precibus nobis succurre miseris („Przez zasługi świętego Wojciecha, Chryste, wysłuchaj nas, a dzięki jego prośbom pośpiesz nam z pomocą”).
Niżej, mniejszymi literami umieszczono łaciński napis: Divino auxilio fudit me Michael Wittwerck Gedanensis Anno 1726 Gnesnae („Za przyczyną Bożą ulał mnie Michał Wittwerck, gdańszczanin, w roku 1726 w Gnieźnie”). 
Na płaszczu dzwonu mieści się wyobrażenie św. Wojciecha, trzymającego w prawej ręce pastorał, a w lewej wiosło. Pod nim łaciński podpis S. Adalbertus („św. Wojciech”). Nieco niżej widnieją inicjały, herb arcybiskupa Stanisława Szembeka oraz zawołanie Loquitur rosas („głos przyjemny wydaje”). Pod nim znajdują się skróty nazwiska i godności arcybiskupa Teodora Potockiego (Theodorus Potocki Archiepiscopus Gnesnensis Legatus Natus Regni Poloniae Magnique Ducatus Lithuaniae Primas Primus Princeps Abbas Tynecensis). Trzeci herb oraz inicjały odnoszą się do faktycznego twórcy dzwonu Wojciecha – Stawowskiego (Adalbertus Stawowski Episcopus Petrensis Sufraganeus Gnesnensis).
Dwa zwroty, znajdujące się na dzwonie, mówią także o jego roli w kościele – fugite aerear potestates („uchodźcie potęgi powietrza”) i stimulamus ad aras („wzywamy do ołtarzy”). W dolnym obwodzie umieszczono hołd wobec fundatorów, co stanowi jednocześnie informację o losach dzwonu: Requiem Alberto Stawowski sufraganeo gnesnensi 1687 primo conditori. Requiem Stanislao Szembek archiepiscopus gnesnensis benefactori. Aeviter nos et in nubes loquar annos Theodoro Potocki archiepiscopo gnesnensi qui hac forma et vita me reanimavit 1726 („Wieczny odpoczynek Wojciechowi Stawowskiemu, sufraganowi gnieźnieńskiemu, 1687, pierwszemu fundatorowi. Wieczny odpoczynek Stanisławowi Szembekowi, arcybiskupowi gnieźnieńskiemu, dobroczyńcy. Wiekuiście pod obłoki głosić będą lata Teodora Potockiego, arcybiskupa gnieźnieńskiego, który ten kształt i życie mi przywrócił, 1726”).
Rzadko spotykaną rzeczą w ludwisarstwie jest fakt wytłoczenia w kilku miejscach odcisków monet z XVII i XVIII wieku. Na szyi dzwonu odciśnięto rewers srebrnego talara Ludwika XIV z lat 1690–91. Na płaszczu zaś znajdują się talary cesarza Ferdynanda III Habsburga.